# スフィアン・エル・カルアニ
スフィアン・エル・カルアニ（Souffian El Karouani、2000年10月19日 - ）は、オランダ・スヘルトーヘンボス出身のサッカー選手。FCユトレヒト所属。ポジションはDF。モロッコ代表。

## クラブ経歴
2017年の夏にNECナイメヘンの下部組織に入団し、その2年後からトップチーム登録された。2019年8月9日、FCアイントホーフェンとのリーグ戦でプロデビューを果たし、シーズン終了後の2020年7月2日、クラブとの契約を1年間延長した。

## 代表経歴
オランダ国籍と両親のルーツであるモロッコ国籍を保有しており、2021年10月9日、2022 FIFAワールドカップ・予選のギニアビサウ代表戦でモロッコ代表デビューを飾った。2022年1月には、アフリカネイションズカップ2021に臨むモロッコ代表に選出されたが、出場機会は無く、チームはベスト8でエジプト代表に敗れた。